# Associação Rio do Sul Vôlei
A Associação Rio do Sul Vôlei é uma equipe brasileira de voleibol indoor feminino da cidade de Rio do Sul que atua na Superliga Brasileira A.

## Histórico
- Nome anterior : Sociedade Esportiva e Recreativa Rio do Sul

## Títulos e campanhas de destaque

### Principais Títulos
| Nacionais      | Nacionais              | Nacionais | Nacionais                                 |
|                | Competição             | Títulos   | Temporadas                                |
| -------------- | ---------------------- | --------- | ----------------------------------------- |
| Brasil         | Liga Nacional          | 1         | 2011                                      |
| Estaduais      |                        |           |                                           |
|                | Competição             | Títulos   | Temporadas                                |
| Santa Catarina | Campeonato Catarinense | 7         | 2010, 2011, 2012,2013, 2014 , 2015 e 2016 |
| Santa Catarina | JACS                   | 6         | 2011, 2012, 2013, 2014 e 2015             |

## Elenco

### Temporada 2016/2017
Atletas selecionadas para disputar a Superliga 2016/2017 pelo Rio do Sul:
| #  | Nome                                 | Apelido         | Altura | Idade   | Nacionalidade | Posição     |
| -- | ------------------------------------ | --------------- | ------ | ------- | ------------- | ----------- |
| 1  | Francine Tomazoni                    | Fran            | 1,82   | 25 anos | Brasil        | Levantadora |
| 2  | Jéssica Suelen Dallman               | Jéssica         | 1,87   | 25 anos | Brasil        | Central     |
| 3  | Natiele Marques Gonçalves            | Natiele         | 1,80   | 25 anos | Brasil        | Oposta      |
| 4  | Aline Cristina Santos da Silva       | Aline           | 1,91   | 31 anos | Brasil        | Central     |
| 5  | Franciele Janara Stedile             | Fran Stedile    | 1,81   | 25 anos | Brasil        | Ponteira    |
| 6  | Daniele Cristine Marcelo de Oliveira | Dani Suco       | 1,85   | 30 anos | Brasil        | Central     |
| 7  | Carolina Leite                       | Carol Leite     | 1,72   | 24 anos | Brasil        | Levantadora |
| 8  | Tatiana Soledad Rizzo                | Tatiana Rizzo   | 1,78   | 30 anos | Argentina     | Líbero      |
| 9  | Camila Barbosa Monteiro              | Camila Paracatu | 1,85   | 29 anos | Brasil        | Central     |
| 10 | Sonaly Monteiro Cidrão               | Sonaly          | 1,83   | 24 anos | Brasil        | Ponteira    |
| 11 | Kasiely Clemente                     | Kasi            | 1,82   | 23 anos | Brasil        | Ponteira    |
| 12 | Juliana Rigonatti Sesti Paz          | Ju Paz          | 1,81   | 29 anos | Brasil        | Ponteira    |
| 13 | Naiara Felix                         | Naiara Felix    | 1,76   | 26 anos | Brasil        | Ponteira    |
| 14 | Renata Emanuela Stupp                | Renata          | 1,68   | 17 anos | Brasil        | Levantadora |
| 15 | Mariele de Souza Pereira de Camargo  | Mariele Camargo | 1,79   | 24 anos | Brasil        | Oposta      |

#### Diretoria
Presidente: Caio Serge Zwicker
Vice-presidente: Célio Lenzi
Coordenador: Nilo Borgonovo
Supervisor: José Roberto  Moura Neves

#### Comissão Técnica
Técnico: Fernando Carlos Bonatto
Auxiliar Técnico: Décio Haubert Junior
Assistente Técnico: Jeferson Vandresen
Estatístico: Felipe Laurentino
Preparador Físico: Jeferson Bagatoli
Fisioterapeuta: Samuel Mamprin

### Temporada 2015/2016
Atletas selecionadas para disputar a Superliga 2015/2016 pelo Rio do Sul:
| #  | Nome                          | Apelido           | Altura  | Idade   | Nacionalidade | Posição     |
| -- | ----------------------------- | ----------------- | ------- | ------- | ------------- | ----------- |
| 1  | Heloíza Lacerda Pereira       | Helô              | 1,88    | 26 anos | Brasil        | Oposta      |
| 2  | Vanessa Janke                 | Vanessa           | 1,84    | 26 anos | Brasil        | Ponteira    |
| 3  | Juliana de Souza Nogueira     | Jú Nogueira       | 1,90    | 28 anos | Brasil        | Ponteira    |
| 4  | Tatiana Soledad Rizzo         | Tatiana Rizzo     | 1,78    | 30 anos | Argentina     | Líbero      |
| 5  | Fernanda Varela Buttner       | Nanda             | 19 anos | 1,70    | Brasil        | Líbero      |
| 6  | Camila Barbosa Monteiro       | Camila Paracatu   | 1,85    | 29 anos | Brasil        | Central     |
| 7  | Gabriele Barela Buttner       | Gabi              | 1,78    | 21 anos | Brasil        | Ponteira    |
| 8  | Isabela da Silveira Paquiardi | Isabela Paquiardi | 1,81    | 25 anos | Brasil        | Ponteira    |
| 9  | Juliana Rigonatti Sesti Paz   | Ju Paz            | 1,81    | 29 anos | Brasil        | Ponteira    |
| 10 | Giovana Gasparini             | Giovana           | 1,74    | 23 anos | Brasil        | Levantadora |
| 11 | Emilce Fabiana Sosa           | Mimi Sosa         | 1,77    | 29 anos | Argentina     | Central     |
| 12 | Jéssica Suelen Dallman        | Jéssica           | 1,87    | 25 anos | Brasil        | Central     |
| 13 | Francynne Aparecida Jacintho  | Fran              | 1,89    | 25 anos | Brasil        | Central     |
| 14 | Eduarda Kraisch               | Duda              | 1,87    | 24 anos | Brasil        | Oposta      |
| 15 | Fernanda Luiza Kuchenbecker   | Fernanda          | 1,85    | 25 anos | Brasil        | Ponteira    |
| 16 | Luciana Oliveira Bezerra      | Luciana           | 1,75    | 31 anos | Brasil        | Levantadora |

#### Comissão Técnica
Técnico: Spencer Lee
Auxiliar Técnico: André Luiz de Oliveira
Estatístico: Felipe Laurentino
Preparador Físico: Jeferson Bagatoli
Fisioterapeuta: Gabriela Moura

### Temporada 2014/2015
Atletas selecionadas para disputar a Superliga 2014/2015 pelo Rio do Sul:
| #  | Nome                           | Apelido         | Altura | Idade   | Nacionalidade | Posição     |
| -- | ------------------------------ | --------------- | ------ | ------- | ------------- | ----------- |
| 1  | Carla Souza                    | Carla           | 1,97   | 26 anos | Brasil        | Central     |
| 2  | Flávia Lais Kuchenbecker       | Flavinha        | 1,78   | 26 anos | Brasil        | Levantadora |
| 3  | Natiele Marques Gonçalves      | Natiele         | 1,80   | 25 anos | Brasil        | Oposta      |
| 4  | Alessandra Januário dos Santos | Neneca          | 1,76   | 29 anos | Brasil        | Oposta      |
| 5  | Flávia Mendes                  | Flávia          | 1,83   | 21 anos | Brasil        | Central     |
| 6  | Eduarda Kraisch                | Duda            | 1,87   | 24 anos | Brasil        | Oposta      |
| 7  | Fernanda Luiza Kuchenbecker    | Fernanda        | 1,85   | 25 anos | Brasil        | Ponteira    |
| 8  | Luciana Oliveira Bezerra       | Luciana         | 1,75   | 31 anos | Brasil        | Levantadora |
| 9  | Vanessa Janke                  | Vanessa         | 1,84   | 26 anos | Brasil        | Ponteira    |
| 10 | Elis Cristina Bento            | Elis            | 1,68   | 29 anos | Brasil        | Ponteira    |
| 11 | Débora Heinz                   | Débora          | 1,70   | 20 anos | Brasil        | Ponteira    |
| 12 | Juliana Paes Filippelli        | Ju Paes         | 1,67   | 23 anos | Brasil        | Líbero      |
| 13 | Camila Barbosa Monteiro        | Camila Paracatu | 1,85   | 29 anos | Brasil        | Central     |
| 14 | Renata de Andrade Maggioni     | Renata Maggioni | 1,90   | 29 anos | Brasil        | Central     |
| 15 | Yael Castiglione               | Yael            | 1,84   | 31 anos | Argentina     | Levantadora |
| 16 | Emilce Fabiana Sosa            | Mimi Sosa       | 1,77   | 29 anos | Argentina     | Central     |

#### Diretoria
Presidente: Caio Serge Zwicker
Supervisor: José Roberto  Moura Neves

#### Comissão Técnica
Técnico: Spencer Lee
Auxiliar Técnico: Pedro Casteli Filho
Assistente Técnico: Jeferson Vandresen
Estatístico: Patrick Moura
Preparador Físico: Jeferson Bagatoli
Fisioterapeuta: Gabriela  Moura

### Temporada 2013/2014
Atletas selecionadas para disputar a Superliga 2013/2014 pelo Rio do Sul:
| #  | Nome                            | Apelido          | Altura | Idade   | Nacionalidade | Posição     |
| -- | ------------------------------- | ---------------- | ------ | ------- | ------------- | ----------- |
| 1  | Carla Souza                     | Carla            | 1,97   | 26 anos | Brasil        | Central     |
| 2  | Márcia de Oliveira Barbosa      | Marcinha         | 1,72   | 37 anos | Brasil        | Líbero      |
| 3  | Natiele Marques Gonçalves       | Natiele          | 1,80   | 25 anos | Brasil        | Ponteira    |
| 4  | Michelle Eiras Duarte           | Michelle         | 1,74   | 35 anos | Brasil        | Levantadora |
| 5  | Cecília Menezes de Souza        | Ciça             | 1,83   | 35 anos | Brasil        | Ponteira    |
| 6  | Arianne de Carvalho Tolentino   | Arianne          | 1,80   | 27 anos | Brasil        | Oposta      |
| 7  | Vanessa Janke                   | Vanessa          | 1,84   | 26 anos | Brasil        | Ponteira    |
| 8  | Andressa Krachefski             | Andressa         | 1,74   | 30 anos | Brasil        | Líbero      |
| 9  | Paula Neves Magalhães de Barros | Paula Barros     | 1,86   | 31 anos | Brasil        | Central     |
| 10 | Fernanda de Souza Melo          | Fê Melo          | 1,80   | 29 anos | Brasil        | Oposta      |
| 11 | Priscila Souza de Jesus         | Pri Souza        | 1,84   | 29 anos | Brasil        | Ponteira    |
| 12 | Jordane de Carvalho Tolentino   | Jordane          | 1,78   | 31 anos | Brasil        | Levantadora |
| 13 | Jacqueline Rodrigues de Sousa   | Jacqueline Sousa | 1,81   | 31 anos | Brasil        | Levantadora |
| 14 | Edna Elisa Schlindwein          | Edna             | 1,87   | 30 anos | Brasil        | Central     |
| 15 | Camila Barbosa Monteiro         | Camila Paracatu  | 1,85   | 29 anos | Brasil        | Central     |

#### Comissão Técnica
Técnico: Rogério Pureza Portela
Assistente Técnico: Francisco Lima

### Temporada 2012/2013
Atletas selecionadas para disputar a Superliga 2012/2013 pelo Rio do Sul:
| #  | Nome                                      | Apelido          | Altura | Idade   | Nacionalidade | Posição     |
| -- | ----------------------------------------- | ---------------- | ------ | ------- | ------------- | ----------- |
| 1  | Elis Cristina Bento                       | Elis             | 1,68   | 29 anos | Brasil        | Ponteira    |
| 2  | Juliana Odilon da Silva Drugovich Valente | Jú Odilon        | 1,80   | 32 anos | Brasil        | Ponteira    |
| 3  | Alessandra Januário dos Santos            | Neneca           | 1,76   | 29 anos | Brasil        | Oposta      |
| 4  | Ananda Cristina Marinho                   | Ananda           | 1,77   | 28 anos | Brasil        | Levantadora |
| 5  | Aline Aparecida Siqueira                  | Wime             | 1,81   | 30 anos | Brasil        | Oposta      |
| 6  | Flávia Lais Kuchenbecker                  | Flavinha         | 1,78   | 26 anos | Brasil        | Levantadora |
| 7  | Claudia Carvalho Motta de Souza           | Claudinha        | 1,84   | 35 anos | Brasil        | Central     |
| 8  | Edna Elisa Schlindwein                    | Edna             | 1,87   | 30 anos | Brasil        | Central     |
| 9  | Vanessa Janke                             | Vanessa          | 1,84   | 26 anos | Brasil        | Ponteira    |
| 10 | Camila Barbosa Monteiro                   | Camila Paracatu  | 1,85   | 29 anos | Brasil        | Central     |
| 11 | Ana Paula Larroza                         | Nine             | 1,73   | 37 anos | Brasil        | Líbero      |
| 12 | Priscila Souza de Jesus                   | Pri Souza        | 1,84   | 29 anos | Brasil        | Ponteira    |
| 13 | Paula Neves Magalhães de Barros           | Paula Barros     | 1,86   | 35 anos | Brasil        | Central     |
| 14 | Jacqueline Rodrigues de Sousa             | Jacqueline Sousa | 1,81   | 31 anos | Brasil        | Levantadora |
| 15 | Elyara Vieira da Silva                    | Elyara           | 1,75   | 32 anos | Brasil        | Líbero      |

#### Diretoria
Presidente: Caio Serge Zwicker
Supervisor: José Roberto  Moura Neves

#### Comissão Técnica
Técnico: Rogério Pureza Portela
Auxiliar Técnico: Pedro Castelli Filho
Preparador Físico: Jeferson Bagátoli
Médico: Marcos Luis Franzoni
Fisioterapeuta: Ivando Lóssio

### Temporada 2011/2012
Atletas selecionadas para disputar a Superliga 2011/2012 pelo Rio do Sul:
| #  | Nome                                  | Apelido         | Altura | Idade   | Nacionalidade | Posição     |
| -- | ------------------------------------- | --------------- | ------ | ------- | ------------- | ----------- |
| 1  | Ana Paula Larroza                     | Nine            | 1,73   | 37 anos | Brasil        | Líbero      |
| 2  | Elaine Pereira dos Santos             | Tica            | 1,71   | 29 anos | Brasil        | Líbero      |
| 3  | Ana Paula de Moraes                   | Ana Paula       | 1,75   | 30 anos | Brasil        | Levantadora |
| 4  | Danielle Vianna Fagundes              | Dani Fagundes   | 1,79   | 28 anos | Brasil        | Levantadora |
| 5  | Luciana Oliveira Bezerra              | Luciana         | 1,75   | 31 anos | Brasil        | Levantadora |
| 6  | Maiara de Lourdes Santos              | Maiara Santos   | 1,80   | 28 anos | Brasil        | Levantadora |
| 7  | Claudia Carvalho Motta de Souza       | Claudinha       | 1,84   | 35 anos | Brasil        | Central     |
| 8  | Paula Neves Magalhães de Barros       | Paula Barros    | 1,86   | 35 anos | Brasil        | Central     |
| 9  | Viviane Soares da Silva Oliveira Cruz | Vivi Cruz       | 1,94   | 39 anos | Brasil        | Central     |
| 10 | Mayhara Francini da Silva             | Mayhara         | 1,84   | 28 anos | Brasil        | Central     |
| 11 | Thalita Daher Machado                 | Thalita Machado | 1,83   | 31 anos | Brasil        | Oposta      |
| 12 | Glauciele Martins da Silva            | Glauciele       | 1,88   | 25 anos | Brasil        | Ponteira    |
| 13 | Ilisandra Pula Klein                  | Puly            | 1,83   | 31 anos | Brasil        | Ponteira    |
| 14 | Priscila Souza de Jesus               | Pri Souza       | 1,84   | 29 anos | Brasil        | Ponteira    |
| 15 | Letícia Inês Andreoli Raymundi        | Letícia         | 1,82   | 26 anos | Brasil        | Ponteira    |
| 16 | Angélica da Penha Correa Caboclo      | Angélica        | 1,80   | 26 anos | Brasil        | Oposta      |
| 17 | Aline Aparecida Siqueira              | Wime            | 1,81   | 30 anos | Brasil        | Oposta      |
| 18 | Simone Borges de Souza                | Simone Souza    | 1,83   | 31 anos | Brasil        | Oposta      |
| 19 | Thaiza Daher Machado                  | Thaiza          | 1,78   | 31 anos | Brasil        | Oposta      |

#### Comissão Técnica
Técnico: Rogério Pureza Portela
Assistente Técnico: Michel Guimarães  